# Oumar Sidibé
Pour les articles homonymes, voir Sidibé.
Oumar Sidibé, né le 25 mars 1990, est un footballeur malien.

## Biographie
En championnat national, il joue dans l’équipe de l’AS Real Bamako.
Il joue également avec l’équipe nationale du Mali,.